# Signum

Hàm signum y = sgn(x)

Trong toán học, hàm sign là một hàm toán học lẻ cho ra kết quả sign của số thực. Để tránh nhầm lẫn với hàm sin, hàm này thường được gọi là hàm signum (từ tiếng Latin signum. Nó được viết tắt là Sgn

## Định nghĩa
Hàm Signum (với tên gọi khác là hàm dấu) là một hàm số của số thực trong tập hợp sau {-1, 0, 1} 
Hàm Signum được định nghĩa như sau:
{\displaystyle \operatorname {sgn}(x):={\begin{cases}+1&\;x>0\\\;\;\,0&\;x=0\\-1&\;x<0\\\end{cases}}}
Hàm signum với x khác 0 có thể được định nghĩa là đạo hàm của hàm giá trị tuyệt đối của x:
{\displaystyle \operatorname {sgn}(x)={\frac {\mathrm {d} }{\mathrm {d} x}}\left|x\right|,\quad x\neq 0}